# 格洛斯特圣玛利亚堂

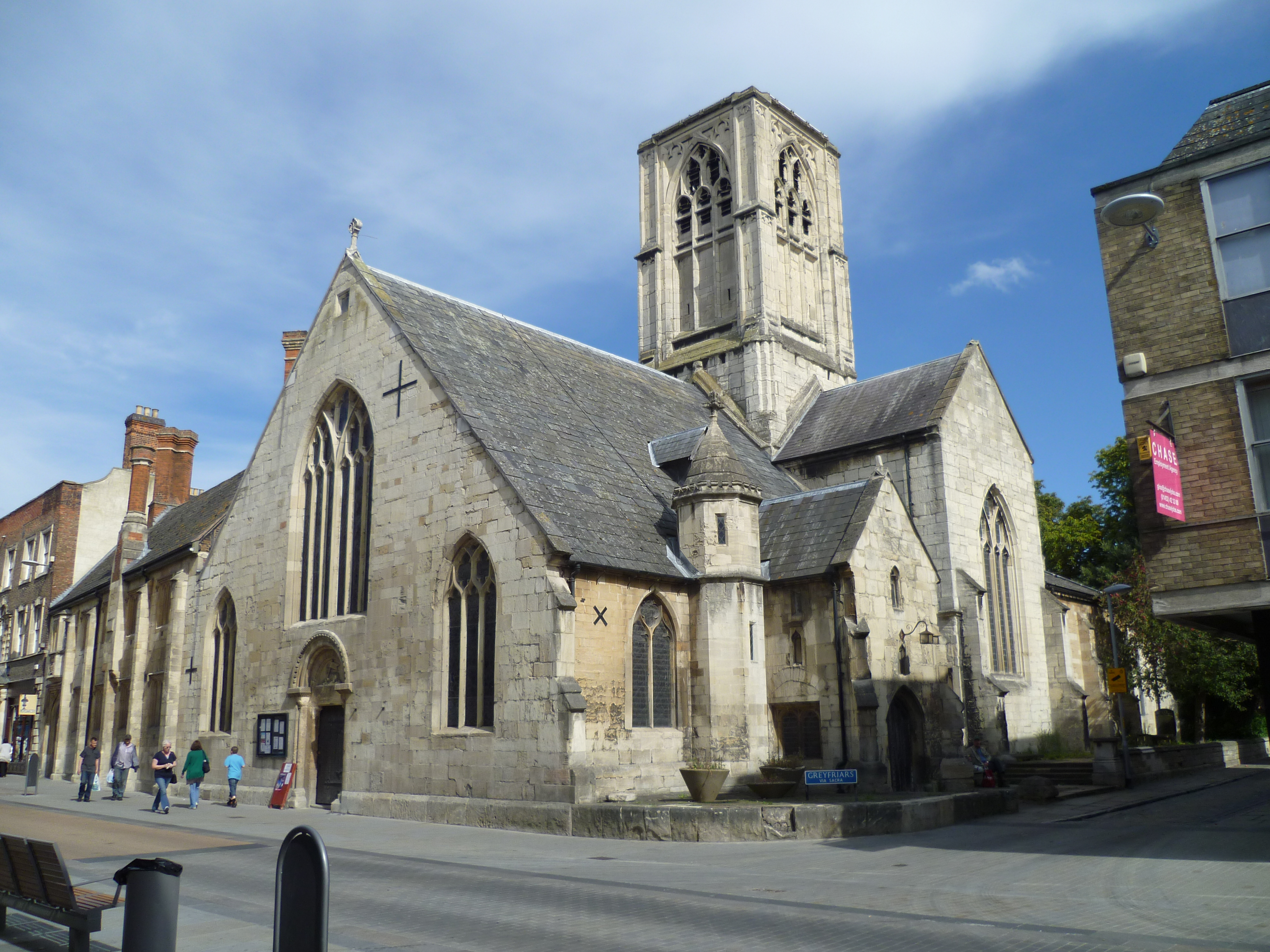
圣玛利亚堂

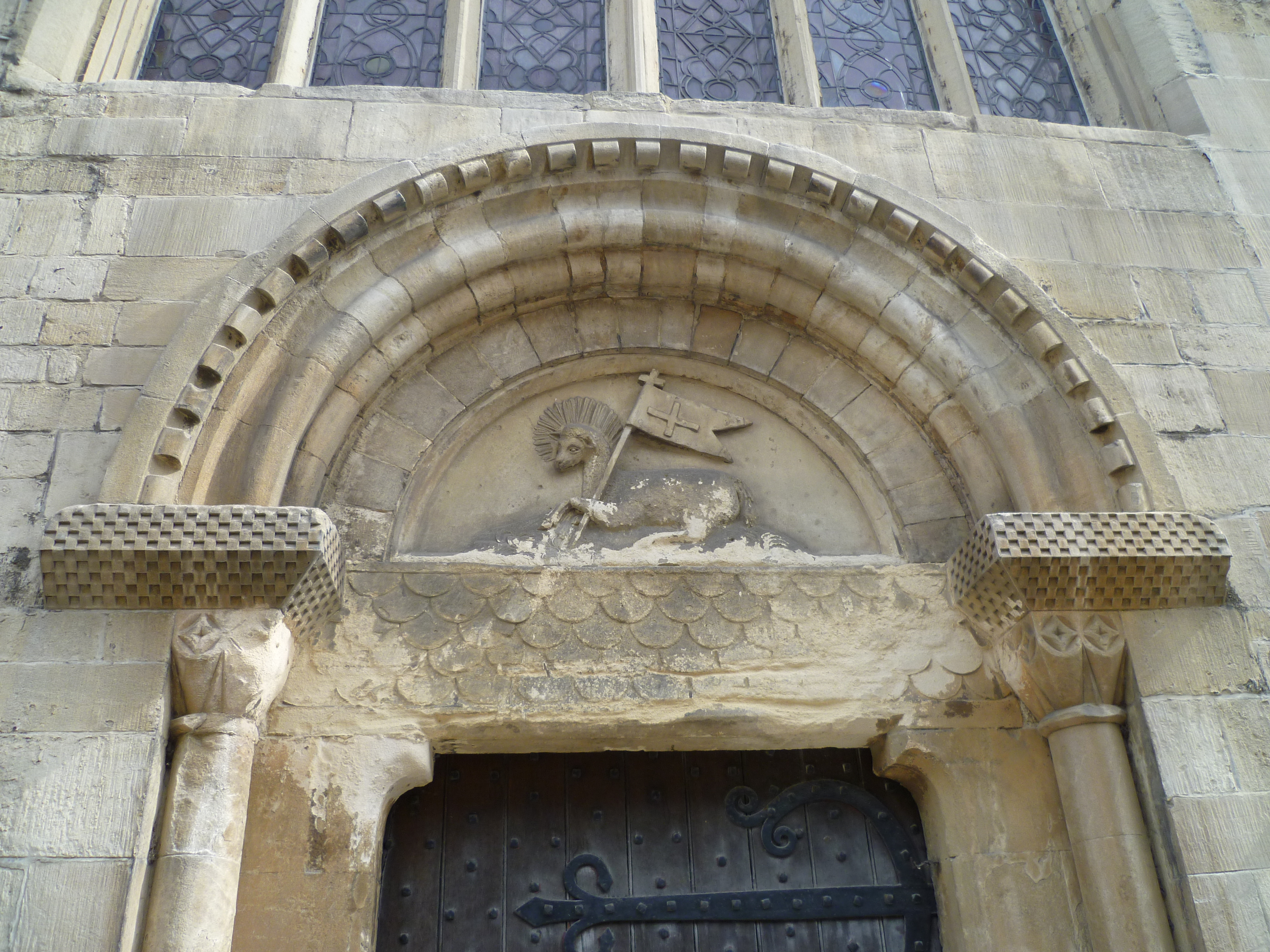
门上的羔羊頌

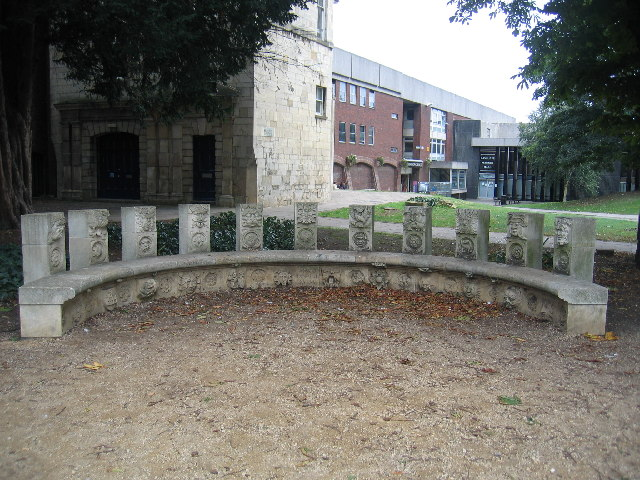

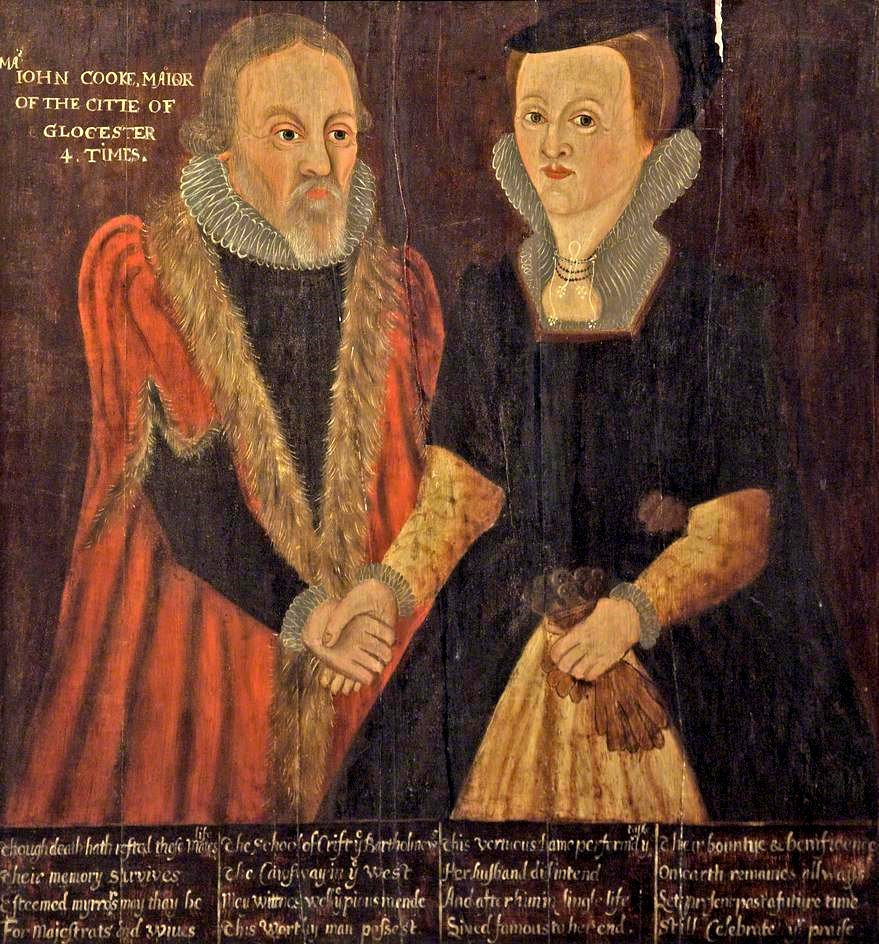
John and Joan Cooke by an unknown artist. In the collection of Gloucester City Museum & Art Gallery.

圣玛利亚堂（St Mary de Crypt Church）位于英格兰格洛斯特南门街，是一座英格兰圣公会 教堂。它属于圣公会格洛斯特教区，毗邻“灰衣修士修道院”（Greyfriars）遗址。它也称为"基督堂"和“南门圣玛利亚堂”。 该堂是一座一级登录建筑.。

## 历史
圣玛利亚堂在1140年首次见于记载。自那时起在格洛斯特的历史中扮演了重要的角色。
卫理公会的创始人之一乔治·怀特腓，于1736年第一次在该堂讲道 in 1736.。
1952年，该教区与原圣米迦勒堂（St Michael's Church）合并。
2019年，经过两年的修复，已经年久失修的教堂得以重新开放，用于礼拜，以及创作、社区和活动中心。修复项目主要由国家彩票遗产基金136万欧元。